# Ulex minor
Espèce
Ulex minor, l’Ajonc nain ou Petit ajonc, est une espèce de plantes à fleurs de la famille des Fabaceae. C'est un arbrisseau vivace, hermaphrodite, très épineux, prostré à dressé, dont les tiges peuvent atteindre environ 1 m.

Il est fréquent sur silice dans les landes humides et lieux incultes particulièrement dans l'ouest et le centre de la France ; rare ailleurs. Il est parfois appelé Ajonc de lande, Bruyère jaune ou Petit landin.

## Synonyme
- Ulex nanus T.F. Forst. ex Symons (ancien selon ITIS)

## Description
Sa tige est dressée, très ramifiée, à rameaux munis de nombreuses épines grêles, peu piquantes, longues de 8 à 15 mm, laissant à peine voir le rameau.
Ses feuilles grêles sont linéaires; stipules absentes.
Inflorescence : racème simple ; fleurs longues d'environ 8 à 10 mm ; bractées calicinales lancéolées, environ de même largeur que les pédicelles ; calice jaune, bilabié, un peu velu, à poils appliqués ; corolle jaune vif à étendard souvent veiné de rouge et à ailes plus courtes que la carène ; androcée monadelphe. Juillet-octobre.
Fruit : légume velu, long de 7 à 8 mm[réf. nécessaire], inclus dans le calice.
Pollinisation : entomogame.
Dissémination : myrmécochore.
Le criquet Chorthippus binotatus se nourrit exclusivement d'ajonc nain.